# Anekal
Anekal (en canarés: ಆನೇಕಲ್ ) es una ciudad de la India en el distrito de Bangalore, estado de Karnataka.

## Geografía
Se encuentra a una altitud de 926 m s. n. m. a 37 km de la capital estatal, Bangalore, en la zona horaria UTC +5:30.

## Demografía
Según estimación 2011 contaba con una población de 41 458 habitantes.

## Personalidades conocidas
- Pandit Subbaraya Shastry (1866-1941), sanscritólogo. Entre 1919 y 1923 compuso mediante la mediumnidad el Vaimanika-shastra (escritura acerca de las naves voladoras vimana); después afirmó que se trataba de un «texto antiquísimo compuesto por el sabio Bharadwash».